# Hydroptila longissimus
Hydroptila longissimus är en nattsländeart som beskrevs av Bueno-soria 1984. Hydroptila longissimus ingår i släktet Hydroptila och familjen smånattsländor. Inga underarter finns listade i Catalogue of Life.